# Meltem Cumbul
Meltem Cumbul (İzmir, 5 november 1969) is een Turkse presentatrice en actrice. Ze presenteerde samen met Korhan Abay het Eurovisiesongfestival 2004.

## Filmografie

### Films
| Jaar | Film                                                        |
| ---- | ----------------------------------------------------------- |
| 1994 | Bir Sonbahar Hikayesi                                       |
| 1995 | Bay E en Böcek                                              |
| 1997 | Usta Beni Öldürsene                                         |
| 1998 | Karışık Pizza                                               |
| 1999 | Propaganda, Doğum Yeri Absürdistan en Duruşma               |
| 2001 | Maruf                                                       |
| 2003 | Abdülhamit Düşerken                                         |
| 2004 | Duvara Karşı                                                |
| 2005 | Gönül Yarası                                                |
| 2008 | The Alphabet Killer, A Beautiful Life en Mevlana Aşkı Dansı |
| 2009 | Her Şeyin Bittiği Yerden                                    |
| 2011 | Tell Me Oh Khudaa en Labirent                               |

- Bibliothèque nationale de France: cb16625934f (data)
- Gemeinsame Normdatei: 141146427
- International Standard Name Identifier: 0000 0000 4855 9832
- Library of Congress Control Number: no2004000335
- MusicBrainz: 30773cba-7d51-4aaf-8035-14b1aac46aa2
- Nationale Bibliotheek van Israël: 987007345643505171
- Système universitaire de documentation: 084565373
- Virtual International Authority File: 26766427
- WorldCat: E39PBJfX6kKJwbrTWKvBycyPQq